# ناو المیرانت سرورا

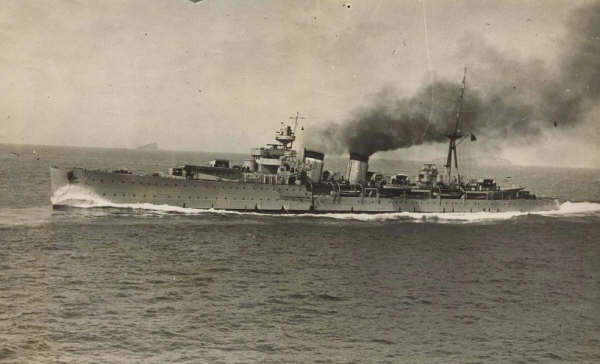
سرورا در حال جابه‌جایی بدون اسلحه

ناو المیرانت سرورا (به انگلیسی: Spanish cruiser Almirante Cervera) یک کشتی بود که طول آن ۵۷۹ فوت (۱۷۶ متر) بود. این کشتی در سال ۱۹۲۵ ساخته شد.